# Zomervakantie
De zomervakantie, ook wel grote vakantie, is de grootste jaarlijkse vakantie voor scholieren en werkenden. Met het begrip zomervakantie duidt men op een langdurige periode van vrije tijd, maar ook op een vakantiereis die in die periode kan worden ondernomen. Dat scholen tijdens de vakantie sluiten, stamt volgens een in 2014 door historici weerlegde theorie uit de agrarische tijd, toen er in juli en augustus veel werk was op het land.
Drie motieven voor het invoeren waren rust voor onderwijzers en schoolkinderen, hitte in de zomer en een sinds de Industriële Revolutie opgekomen roep om meer rust en recreatie door socialisten en vakbonden.

## Nederland
De zomervakantie bestaat in Nederland in ieder geval al sinds 1830.
De zomervakantie vindt plaats in de maanden juli, augustus en september, al is het afhankelijk van de regio waarin je woont of september ook tot de zomervakantieperiode behoort. In Nederland krijgen leerlingen zes weken vakantie; dit geldt ook in Caribisch Nederland. De overheid heeft de vakanties gespreid over drie regio's: Noord-, Midden- en Zuid-Nederland. Tussen het begin van de vakantie in de eerste regio en die in de laatste regio zit twee weken verschil.
Universiteiten hervatten hun werkzaamheden aan het eind van augustus. In de politiek is het zomerreces op Prinsjesdag, de derde dinsdag van september, officieel ten einde.
Het hart van de zomervakantie is de zogenaamde bouwvakvakantie: dat zijn drie weken aan het eind van juli en het begin van augustus.
Veel mensen reizen in de zomervakantie af naar een toeristische omgeving. Campings en vakantiehuisjes zijn erg gewild; buiten Nederland is Frankrijk de favoriete bestemming.

## België
De zomervakantie loopt voor het basisonderwijs en het secundair onderwijs in Vlaanderen en Duitstalig België van 1 juli tot en met 31 augustus. Dit zijn niet altijd gehele weken. In Wallonië en het Franstalig onderwijs start de zomervakantie de tweede week van juli. In de laatste week van augustus wordt er ook lesgegeven. De schoolvakanties in het Franstalig onderwijs zijn hervormd vanaf het schooljaar 2022-2023, in Vlaanderen en Duitstalig België blijft de zomervakantie van twee maanden behouden. 
Aan de universiteiten, hogescholen en onderwijs voor sociale promotie duurt de vakantie voor de studenten doorgaans nog iets langer. Zij starten in de loop van september, en de examens zijn al begin juni.
Voor de bedrijven en openbare besturen is de meest populaire periode eind juli - begin augustus, samenvallend met het bouwverlof. Er is echter een tendens om winkels, diensten en bedrijven open te houden tijdens de zomervakantie, zij het met een beperkter personeelsbezetting. De werknemers en ambtenaren moeten dan een beurtrol afspreken om vakantie te nemen.